# Sphyrapicus
Sphyrapicus é um género de aves da família dos pica-paus. 

## Lista de espécies
O género Sphyrapicus compreende actualmente 4 espécies:
- Pica-pau-escuro, Sphyrapicus thyroideus
- Pica-pau-de-barriga-amarela, Sphyrapicus varius
- Pica-pau-de-nuca-vermelha, Sphyrapicus nuchalis
- Pica-pau-de-peito-vermelho, Sphyrapicus ruber